# Liste der Monuments historiques in Ahuy
Die Liste der Monuments historiques in Ahuy führt die Monuments historiques in der französischen Gemeinde Ahuy auf.

## Liste der Objekte
| Bezeichnung                                                          | Beschreibung | Standort                                   | Kennzeichnung | Schutzstatus | Datum | Bild |
| -------------------------------------------------------------------- | --- | ------------------------------------------ | ------------- | ------------ | ----- | ---- |
| Gemälde Kreuzigung (1)                                               | Ölfarbe auf Leinwand, 17. Jahrhundert; vergoldeter Holzrahmen, 19. Jahrhundert                                            | in der Kirche St-Agnan (Lage)              | PM21004753    | Inscrit      | 2006  |      |
| Gemälde Heiliger Karl Borromäus                                      | Ölfarbe auf Leinwand, 17. Jahrhundert                                                                                     | in der Kirche St-Agnan (Lage)              | PM21004757    | Inscrit      | 2006  |      |
| Gemälde Kreuzigung (2)                                               | Ölfarbe auf Leinwand, 17. Jahrhundert                                                                                     | in der Kirche St-Agnan (Lage)              | PM21003616    | Inscrit      | 2006  |      |
| Pluviale                                                             | Seide, bestickt, 18. und 19. Jahrhundert                                                                                  | in der Kirche St-Agnan (Lage)              | PM21004765    | Inscrit      | 2006  |      |
| Taufbecken                                                           | Stein, 15. oder 16. Jahrhundert                                                                                           | in der Kirche St-Agnan (Lage)              | PM21004761    | Inscrit      | 2006  |      |
| Büste Heiliger Anianus von Orléans                                   | Holz, vergoldet, 17. Jahrhundert                                                                                          | in der Kirche St-Agnan (Lage)              | PM21004774    | Inscrit      | 2006  |      |
| Skulptur Heiliger Bernhard                                           | Stein, 17. Jahrhundert, aus der Werkstatt von Jean Dubois                                                                 | in der Kirche St-Agnan (Lage)              | PM21002959    | Classé       | 1995  |      |
| Skulptur Heiliger Anianus von Orléans (1)                            | Aufsatz eines Prozessionsstabs; Holz, farbig gefasst, bezeichnet 1770                                                     | in der Kirche St-Agnan (Lage)              | PM21004771    | Inscrit      | 2006  |      |
| Skulptur Der heilige Georg unterwirft den Drachen                    | Aufsatz eines Prozessionsstabs; Holz, farbig gefasst, 16. Jahrhundert                                                     | in der Kirche St-Agnan (Lage)              | PM21000005    | Classé       | 1958  |      |
| Weihwasserbecken                                                     | Stein, bezeichnet 1717 | in der Kirche St-Agnan (Lage)              | PM21004760    | Inscrit      | 2006  |      |
| Kruzifix                                                             | Holz, farbig gefasst, 15. Jahrhundert (?)                                                                                 | in der Kirche St-Agnan (Lage)              | PM21004767    | Inscrit      | 2006  |      |
| Relief Die klugen Jungfrauen                                         | Gips, erste Hälfte des 19. Jahrhunderts                                                                                   | in der Kirche St-Agnan (Lage)              | PM21004775    | Inscrit      | 2006  |      |
| Gemälde Kreuzigung (3)                                               | Ölfarbe auf Leinwand, 16. Jahrhundert                                                                                     | in der Kirche St-Agnan (Lage)              | PM21000006    | Classé       | 1966  |      |
| Skulptur einer Märtyrerin                                            | Holz, farbig gefasst, 18. Jahrhundert                                                                                     | in der Kirche St-Agnan (Lage)              | PM21004751    | Inscrit      | 2006  |      |
| Skulptur Heiliger Rochus                                             | Aufsatz eines Prozessionsstabs; Holz, farbig gefasst, 17. Jahrhundert                                                     | in der Kirche St-Agnan (Lage)              | PM21004772    | Inscrit      | 2006  |      |
| Skulptur Heiliger Anianus von Orléans (2)                            | Stein, 17. Jahrhundert, aus der Schule von Jean Dubois                                                                    | in der Kirche St-Agnan (Lage)              | PM21002994    | Classé       | 1995  |      |
| Gemälde Moses und die Hirten am Brunnen (?)                          | Ölfarbe auf Leinwand, 17. Jahrhundert                                                                                     | in der Kirche St-Agnan (Lage)              | PM21004756    | Inscrit      | 2006  |      |
| Zwei Opferstöcke                                                     | Holz, 18. und 19. Jahrhundert                                                                                             | in der Kirche St-Agnan (Lage)              | PM21004763    | Inscrit      | 2006  |      |
| Schrank                                                              | Holz, 17. Jahrhundert | in der Kirche St-Agnan (Lage)              | PM21004762    | Inscrit      | 2006  |      |
| Glocke (1)                                                           | Bronze, 1693 gegossen | in der Kirche St-Agnan (Lage)              | PM21004777    | Inscrit      | 2006  |      |
| Gemälde Brotvermehrung (?)                                           | Ölfarbe auf Leinwand, 17. Jahrhundert                                                                                     | in der Kirche St-Agnan (Lage)              | PM21004755    | Inscrit      | 2006  |      |
| Skulptur Heilige Katharina (1)                                       | Holz, farbig gefasst, 18. Jahrhundert                                                                                     | in der Kirche St-Agnan (Lage)              | PM21004752    | Inscrit      | 2006  |      |
| Skulptur Sitzende Madonna mit Kind                                   | Kalkstein, 17. Jahrhundert, Jean Dubois zugeschrieben                                                                     | in der Kirche St-Agnan (Lage)              | PM21000003    | Classé       | 1910  |      |
| Skulptur Stehende Madonna mit Kind                                   | Holz, farbig gefasst, 16. Jahrhundert                                                                                     | in der Kirche St-Agnan (Lage)              | PM21000004    | Classé       | 1958  |      |
| Relief Madonna mit Kind                                              | Kalkstein, 15. Jahrhundert                                                                                                | in der Friedhofskapelle Belle-Croix (Lage) | PM21000007    | Classé       | 1916  |      |
| Schrank für den Aufsatz eines Prozessionsstabs                       | Holz, 19. Jahrhundert | in der Kirche St-Agnan (Lage)              | PM21004764    | Inscrit      | 2006  |      |
| Skulptur Heilige Katharina (2)                                       | Aufsatz eines Prozessionsstabs; Holz, farbig gefasst, 18. Jahrhundert                                                     | in der Kirche St-Agnan (Lage)              | PM21004770    | Inscrit      | 2006  |      |
| Skulptur Heiliger Anianus von Orléans (3)                            | Aufsatz eines Prozessionsstabs; Holz, farbig gefasst und vergoldet, 18. Jahrhundert                                       | in der Kirche St-Agnan (Lage)              | PM21004773    | Inscrit      | 2006  |      |
| Gemälde Heiliger Antonius von Padua                                  | Ölfarbe auf Leinwand, vergoldeter Holzrahmen, zweite Hälfte des 19. Jahrhunderts; Stiftung von Gilbert Alexandre Carrelet | in der Kirche St-Agnan (Lage)              | PM21004759    | Inscrit      | 2006  |      |
| Gemälde Heiliger Aloisius von Gonzaga                                | Ölfarbe auf Leinwand, vergoldeter Holzrahmen, zweite Hälfte des 19. Jahrhunderts; Stiftung von Gilbert Alexandre Carrelet | in der Kirche St-Agnan (Lage)              | PM21004758    | Inscrit      | 2006  |      |
| Gemälde Maria und Elisabeth mit dem Jesuskind und dem Johannesknaben | Ölfarbe auf Leinwand, erste Hälfte des 17. Jahrhunderts; Kopie nach Jacques Blanchard                                     | in der Kirche St-Agnan (Lage)              | PM21004754    | Inscrit      | 2006  |      |
| Skulptur Madonna mit Kind                                            | Aufsatz eines Prozessionsstabs; Holz, versilbert und vergoldet, 18. Jahrhundert                                           | in der Kirche St-Agnan (Lage)              | PM21004769    | Inscrit      | 2006  |      |
| Skulptur Turm der heiligen Barbara                                   | Holz, farbig gefasst, 16. Jahrhundert                                                                                     | in der Kirche St-Agnan (Lage)              | PM21004768    | Inscrit      | 2006  |      |
| Kommuniontisch                                                       | Schmiedeeisen, 18. Jahrhundert; demontiert                                                                                | in der Kirche St-Agnan (Lage)              | PM21004766    | Inscrit      | 2006  |      |
| Glocke (2)                                                           | Bronze, 1786 gegossen | in der Kirche St-Agnan (Lage)              | PM21004778    | Inscrit      | 2006  |      |
| Glocke (3)                                                           | Bronze, 15. oder 16. Jahrhundert                                                                                          | in der Kirche St-Agnan (Lage)              | PM21004776    | Inscrit      | 2006  |      |